# Qiaobian (köpinghuvudort i Kina, Hubei Sheng, lat 30,68, long 111,19)
Qiaobian är en köpinghuvudort i Kina. Den ligger i provinsen Hubei, i den centrala delen av landet, omkring 300 kilometer väster om provinshuvudstaden Wuhan. Antalet invånare är 26 332. Befolkningen består av 12 993 kvinnor och 13 339 män. Barn under 15 år utgör 11,0 %, vuxna 15-64 år 77 %, och äldre över 65 år 11,0 %.
Runt Qiaobian är det tätbefolkat, med 442 invånare per kvadratkilometer. Närmaste större samhälle är Yichang, 10,0 km öster om Qiaobian. I omgivningarna runt Qiaobian växer huvudsakligen savannskog.
Genomsnittlig årsnederbörd är 1 331 millimeter. Den regnigaste månaden är maj, med i genomsnitt 206 mm nederbörd, och den torraste är december, med 14 mm nederbörd.